# محمد الشمري
محمد فهد التومي الشمري لاعب كرة قدم سعودي ، يلعب في خط الهجوم في نادي القيصومة.

## مسيرة اللاعب
لعب سابقاً لأندية الباطن و الرائد و سدوس و الكوكب و الحجاز و القيصومة و الرياض و الترجي والسد والدرعية.